# Ángel Guevara
Ángel Marcelo Guevara Andrade (Quito, 21 agosto 1955 – Tambillo, 24 febbraio 2011) è stato un arbitro di calcio ecuadoriano, internazionale dal 1993 al 2000.
È deceduto nel 2011 all'età di 55 anni in seguito a un incidente stradale avvenuto sulla tratta Ambato-Quito.

## Carriera
Iniziò la carriera nel campionato nazionale ecuadoriano; fu poi nominato internazionale nel 1993. Durante la sua carriera, durata sette anni, diresse svariati incontri nelle competizioni internazionali per club in Sud America. Il suo esordio risale al 21 giugno 1993, nell'incontro tra Paraguay e Perù valevole per la Copa América 1993, tenutasi appunto in Ecuador. Successivamente diresse in Coppa Libertadores, tornando alle Nazionali durante il Torneo Pre-Olimpico CONMEBOL del 1996. Partecipò anche a due edizioni della Coppa CONMEBOL (1997 e 1998) e tre della Coppa Merconorte (1998, 1999 e 2000). Arbitrò per l'ultima volta una partita tra due Nazionali il 12 novembre 1996, dirigendo Cile - Uruguay, incontro delle Qualificazioni al campionato mondiale di calcio 1998. Dopo il ritiro dall'arbitraggio, divenne membro della Commissione Tecnica della Federazione calcistica dell'Ecuador.